# John de Vere Loder
Pour les articles homonymes, voir John Loder.
John De Vere Loder (5 février 1895 – 30 octobre 1970), 2e baron Wakehurst, est un homme politique conservateur britannique, gouverneur de territoires britanniques.

## Biographie
Fils unique de Gerald Walter Erskine Loder, 1er baron Wakehurst, il naît à Londres et étudie à Eton. Au lieu d'aller à l'Université de Cambridge, Loder commande le 4e Bataillon du Régiment Royal Sussex, et rejoint plus tard l'Intelligence Corps, effectuant ainsi toute la Première Guerre mondiale à Gallipoli, en Égypte et en Palestine. Pour ses services, il est cité à l'ordre de l'Armée et quitte le service actif en 1919 avec le grade de capitaine.
Après avoir travaillé comme commis au ministère des Affaires étrangères pendant deux ans, Loder est élu parlementaire conservateur de Leicester East en 1924, un siège qu'il occupe jusqu'à sa défaite aux élections de 1929. Deux ans plus tard, il rentre à la Chambre des communes comme MP de Lewes et représente cette circonscription jusqu'en 1936. L'année suivante, il est nommé vingt-neuvième gouverneur de Nouvelle-Galles du Sud.
De retour d'Australie en 1946, Lord Wakehurst remplace le comte Granville, six ans plus tard, comme gouverneur d'Irlande du Nord.